# Señuela
Señuela es una localidad española del municipio de Morón de Almazán, perteneciente a la provincia de Soria, en la comunidad autónoma de Castilla y León. Está ubicada en la comarca de Almazán y el partido judicial de Almazán.

## Geografía
Situada a 50 km de la capital provincial y a 16 km de Almazán, se accede tomando la desviación a Morón de Almazán desde la N-111 a la altura de Adradas o Sauquillo.

## Historia
A la caída del Antiguo Régimen la localidad se constituye en municipio constitucional, conocido entonces como Morón y Señuela en la región de Castilla la Vieja, partido de Almazán. Ambas localidades en el censo de 1842 contaba con 217 hogares y 860 vecinos.
Hacia mediados del siglo XIX, el lugar, descrito como un barrio de Morón, tenía contabilizadas 40 casas. Aparece descrito en el decimocuarto volumen del Diccionario geográfico-estadístico-histórico de España y sus posesiones de Ultramar de Pascual Madoz de la siguiente manera:

SEÑUELA: barrio de la v. de Moron (1/2 leg.), en la prov. de Soria (3 1/2), part. jud. de Almazan (2), aud. terr. y c. g. de Búrgos (26), dióc. de Sigüenza (6 1/2). sit. en un alto con buena ventilacion y clima frio. Tiene 40 casas; escuela de instruccion primaria frecuentada por 15 alumnos, á cargo de un maestro dotado con 20 fan. de trigo; una igl. (Sto. Domingo de Silos) ayuda de la parr. de Moron; fuera de las casas hay una fuente de buenas aguas. pobl., riqueza y contr.: con Moron.
(Madoz, 1849, p. 175)

## Demografía
En el año 1981 contaba con 45 habitantes, concentrados en el núcleo principal, pasando a 8 en  2010, 3 varones y 5 mujeres.
| Gráfica de evolución demográfica de Señuela entre 2000 y 2010                                    |
|                                                                                                  |
| Población de derecho (2000-2010) según los censos de población del INE a 1 de enero de cada año. |

## Patrimonio

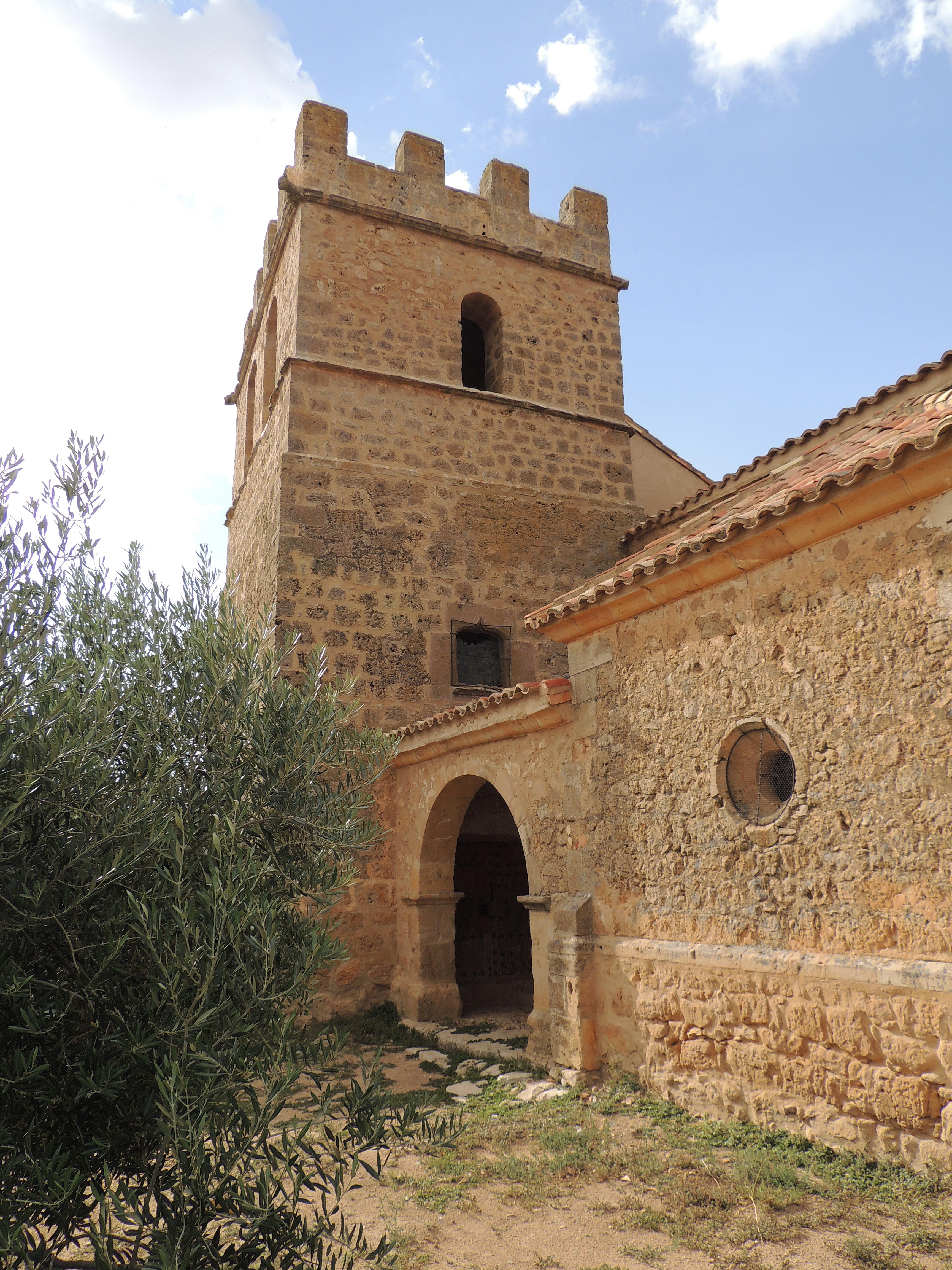
Iglesia de Santo Domingo de Silos

- Iglesia de Santo Domingo de Silos[2] presenta una estructura propia de  un sistema defensivo,[4] con elementos góticos y armas de los Mendoza.[5] La iglesia es de finales del siglo XV, cuenta con una sola nave y un campanario almenado.